# TV Belgiek
TV Belgiek was een politieke, satirische televisieserie over de Belgische politiek en het koningshuis. De reeks speelde in op de actualiteit, zo waren de thema's dan ook nooit ouder dan 1 week. De afleveringen duurden 2 à 3 minuten en waren wekelijks te bekijken op de website van TV Belgiek en als uitsmijteritem op TV Brussel, 's zaterdags op Eén. Op YouTube zijn de afleveringen nog altijd te vinden.
TV Belgiek maakte zijn debuut in juni 2006 op het internet. In maart 2007 nam RTL-TVI de reeks over voor een dagelijkse uitzending in aanloop naar de federale verkiezingen in 2007. De humor in de reeks deed het de das om: het bespotten van de politieke crisis als gevolg van de uitslag van de verkiezingen in 2010, zoals eerder in 2006 gebeurde in de aanloop naar de verkiezingen in 2007, werd al spoedig door de kijkers als spotten met het noodlot ervaren.
De stemmen bij de animaties werden verzorgd door o.a. Dirk Denoyelle, Julien Vrebos (Nederlands), André Lamy en Angélique Leleux (Frans), en de scripts werden geschreven door Dimitri Oosterlynck, Marcel Sel en Jean Bart.